# Torneo Apertura 2024 (Guatemala)
El Torneo Apertura 2024 fue el 51° torneo corto del fútbol guatemalteco, dando inicio a la temporada 2024−25 de la Liga Nacional de Fútbol de Guatemala. Fue el cuarto torneo corto bajo la denominación de Liga Guate Banrural por fines de patrocinio.

## Sistema de competición

### Fase de clasificación
Los 12 equipos participantes se dividen en dos grupos de seis equipos cada uno. Dentro de cada grupo, los equipos jugarán todos contra todos a visita recíproca a lo largo de 10 fechas; tras finalizar esas 10 fechas, se jugarán otros 6 partidos, cada equipo jugará un partido contra cada uno de los seis equipos que forman parte del grupo opuesto al suyo, jugando tres partidos de local y tres partidos de visitante. Lo anterior se contabiliza en 16 fechas de 6 partidos cada una, para un total de 96 partidos clasificatorios. Se utiliza un sistema de puntos, que se presenta así:
- Por victoria, se obtendrán 3 puntos.
- Por empate, se obtendrá 1 punto.
- Por derrota no se obtendrán puntos.

Los partidos que conformen cada fecha, así como el orden de estos serán definidos por sorteo antes de comenzar la competición.
Al finalizar las 16 jornadas, la tabla se ordenará con base en los clubes que hayan obtenido la mayoría de puntos, en caso de empates, se toman los siguientes criterios:
1. Puntos
2. Puntos obtenidos entre los equipos empatados
3. Diferencial de goles
4. Goles anotados
5. Goles anotados en condición visitante.

### Fase final
Al finalizar las 16 fechas totales, los primeros 8 equipos de la tabla general clasifican a la fase final.
Los ocho clubes calificados para esta fase del torneo serán reubicados de acuerdo con el lugar que ocupen en la tabla General al término de la fecha 16, con el puesto del número uno al club mejor clasificado, y así hasta el número 8. Los partidos a esta fase se desarrollarán a visita, en las siguientes etapas:
- Cuartos de final
- Semifinales
- Final

Los partidos de cuartos de final se jugarán de la siguiente manera:
2.° vs 7.°
3.° vs 6.°
4.° vs 5.°
En las semifinales participarán los cuatro clubes vencedores de cuartos de final, reubicándolos del uno al cuatro, de acuerdo a su mejor posición en la tabla General de clasificación al término de la jornada 22 del torneo correspondiente, enfrentándose:
2.° vs 3.°
Finalmente, en la final se enfrentan los dos vencedores de las rondas semifinales. El ganador de la serie final será proclamado como campeón de liga y clasificará a la Copa Centroamericana de Concacaf 2025.

## Equipos participantes

### Relevos
Debido a los problemas económicos que afronta el otro club ascendido, Juventud Pinulteca, este le cede el lugar al club Zacapa, regresando a Primera División a pesar de haber ascendido a esta competición tras ganar la repesca contra Juventud Copalera el 9 de junio de 2024.
| Pos. | Descendidos de la Liga Nacional 2023−24 |
| ---- | --------------------------------------- |
| 12.º | Coatepeque                              |

| Pos. | Ascendidos de la Primera División 2023−24 |
| ---- | ----------------------------------------- |
| 1.º  | Marquense                                 |

### Localización
| Equipos por departamento | Equipos por departamento | Equipos por departamento       | Equipos por departamento |
| Departamento             | N.º                      | Equipos                        | Mapa |
| ------------------------ | ------------------------ | ------------------------------ | --- |
| Guatemala                | 3                        | Comunicaciones Mixco Municipal | Comunicaciones Mixco Municipal Marquense Xelajú MC Antigua GFC Achuapa Cobán Imperial Guastatoya Malacateco Xinabajul Zacapa |
| San Marcos               | 2                        | Malacateco Marquense           | Comunicaciones Mixco Municipal Marquense Xelajú MC Antigua GFC Achuapa Cobán Imperial Guastatoya Malacateco Xinabajul Zacapa |
| Quetzaltenango           | 1                        | Xelajú MC                      | Comunicaciones Mixco Municipal Marquense Xelajú MC Antigua GFC Achuapa Cobán Imperial Guastatoya Malacateco Xinabajul Zacapa |
| Sacatepéquez             | 1                        | Antigua GFC                    | Comunicaciones Mixco Municipal Marquense Xelajú MC Antigua GFC Achuapa Cobán Imperial Guastatoya Malacateco Xinabajul Zacapa |
| Jutiapa                  | 1                        | Achuapa                        | Comunicaciones Mixco Municipal Marquense Xelajú MC Antigua GFC Achuapa Cobán Imperial Guastatoya Malacateco Xinabajul Zacapa |
| Alta Verapáz             | 1                        | Cobán Imperial                 | Comunicaciones Mixco Municipal Marquense Xelajú MC Antigua GFC Achuapa Cobán Imperial Guastatoya Malacateco Xinabajul Zacapa |
| El Progreso              | 1                        | Guastatoya                     | Comunicaciones Mixco Municipal Marquense Xelajú MC Antigua GFC Achuapa Cobán Imperial Guastatoya Malacateco Xinabajul Zacapa |
| Huehuetenango            | 1                        | Xinabajul Huehue               | Comunicaciones Mixco Municipal Marquense Xelajú MC Antigua GFC Achuapa Cobán Imperial Guastatoya Malacateco Xinabajul Zacapa |
| Zacapa                   | 1                        | Zacapa                         | Comunicaciones Mixco Municipal Marquense Xelajú MC Antigua GFC Achuapa Cobán Imperial Guastatoya Malacateco Xinabajul Zacapa |

### Información de equipos
| Equipo           | Entrenador                                                                         | Ciudad              | Estadio                 | Capacidad | Fundación      | Patrocinadores | Kit          | Derechos de transmisión |
| ---------------- | ---------------------------------------------------------------------------------- | ------------------- | ----------------------- | --------- | -------------- | --- | ------------ | ----------------------- |
| Achuapa          | Adrián García Arias                                                                | El Progreso         | Winston Pineda          | 6,000     | 1932 (93 años) | Ver lista MUNI El Progreso Banrural                                                                                  | Guza−Sport   |                         |
| Antigua GFC      | Dwight Pezzarossi                                                                  | Antigua Guatemala   | Pensativo               | 10,000    | 1959 (66 años) | Ver lista Municipalidad AG Betcris Bantrab Glucosoral                                                                | NINO         | Logo-tigosports         |
| Marquense        | Erick González                                                                     | San Marcos          | Marquesa de la Ensenada | 11,000    | 1958 (67 años) | Ver lista Starbus Bantrab Glucosoral                                                                                 | Nevimar      | Logo-tigosports         |
| Cobán Imperial   | César Eduardo Méndez                                                               | Cobán               | José Ángel Rossi        | 7,000     | 1936 (89 años) | Ver lista Municipalidad Cobán Domino's Pizza Bantrab Pepsi Mayafert Betcris Alutech                                  | MG Sports    | Logo-tigosports         |
| Comunicaciones   | William Coito Olivera (desde jornada 1 a la 11) Ronald González (desde jornada 12) | Ciudad de Guatemala | Cementos Progreso       | 17,000    | 1949 (76 años) | Ver lista Z Gas Banrural Gana 777                                                                                    | Kelme        | Logo-tigosports         |
| Guastatoya       | Roberto Montoya                                                                    | Guastatoya          | David Cordón Hichos     | 3,100     | 2010 (15 años) | Ver lista Top 1 Oil Banrural MUNI Guastatoya SISTECOM                                                                | Guza−Sport   |                         |
| Malacateco       | Roberto Hernández                                                                  | Malacatán           | Santa Lucía             | 5,500     | 1962 (63 años) | Ver lista ACREDICOM Farmacias Batres Grupo Santa Lucía StarBus MUNI Malacatán Banrural Betcris                       | Silver Sport |                         |
| Mixco            | Fabricio Benítez                                                                   | Mixco               | Santo Domingo           | 5,200     | 1964 (58 años) | Ver lista Top 1 Oil Z Gas MUNI Mixco Banrural                                                                        | JM12         |                         |
| Municipal        | Sebastián Bini                                                                     | Ciudad de Guatemala | El Trébol               | 7,500     | 1936 (89 años) | Ver lista Z Gas Banrural Betcris                                                                                     | Umbro        | Logo-tigosports         |
| Xelajú MC        | Marvin Amarini Villatoro                                                           | Quetzaltenango      | Mario Camposeco         | 11,400    | 1942 (83 años) | Ver lista Betcris Banrural Pepsi Elektra                                                                             | Kelme        | Logo-tigosports         |
| Xinabajul Huehue | Pablo Centrone                                                                     | Huehuetenango       | Los Cuchumatanes        | 5,433     | 1980 (42 años) | Ver lista Muni Huehue Clínica Integral SIV EOM Banrural Power Gym Cristóbal Colón Distribuidora Karen FFACSA StarBus | Orion        | Logo-tigosports         |
| Zacapa           | Héctor Vargas                                                                      | Zacapa              | David Ordóñez Bardales  | 8,500     | 1951 (73 años) | Ver lista WinOnFire Domino's Pizza Agua Purificada El Petón Puresa Vega Moscoso                                      | Guza−Sport   |                         |

### Grupos
| Equipo           | Clasificado como                                               |
| Grupo A          | Grupo A                                                        |
| ---------------- | -------------------------------------------------------------- |
| Municipal        | 1.° Clasificado de la tabla acumulada de la Temporada 2023−24  |
| Achuapa          | 3.° Clasificado de la tabla acumulada de la Temporada 2023−24  |
| Mixco            | 5.° Clasificado de la tabla acumulada de la Temporada 2023−24  |
| Malacateco       | 7.° Clasificado de la tabla acumulada de la Temporada 2023−24  |
| Xelajú MC        | 9.° Clasificado de la tabla acumulada de la Temporada 2023−24  |
| Marquense        | Recién ascendido                                               |
| Grupo B          |                                                                |
| Antigua GFC      | 2.° Clasificado de la tabla acumulada de la Temporada 2023−24  |
| Comunicaciones   | 4.° Clasificado de la tabla acumulada de la Temporada 2023−24  |
| Cobán Imperial   | 6.° Clasificado de la tabla acumulada de la Temporada 2023−24  |
| Guastatoya       | 8.° Clasificado de la tabla acumulada de la Temporada 2023−24  |
| Xinabajul Huehue | 10.° Clasificado de la tabla acumulada de la Temporada 2023−24 |
| Zacapa           | 11.° Clasificado de la tabla acumulada de la Temporada 2023−24 |

## Fase de clasificación

### Tabla general
| Pos. | Equipos          | Pts. | PJ | G | E | P  | GF | GC | Dif. | Clasificación |
| ---- | ---------------- | ---- | -- | - | - | -- | -- | -- | ---- | ------------- |
| 1    | Xelajú MC        | 30   | 16 | 8 | 6 | 2  | 26 | 9  | 17   | Fase final    |
| 2    | Municipal        | 30   | 16 | 8 | 6 | 2  | 25 | 15 | 10   | Fase final    |
| 3    | Cobán Imperial   | 25   | 16 | 7 | 4 | 5  | 25 | 16 | 9    | Fase final    |
| 4    | Malacateco       | 25   | 16 | 7 | 4 | 5  | 19 | 13 | 6    | Fase final    |
| 5    | Xinabajul Huehue | 25   | 16 | 7 | 4 | 5  | 26 | 24 | 2    | Fase final    |
| 6    | Comunicaciones   | 24   | 16 | 7 | 3 | 6  | 24 | 23 | 1    | Fase final    |
| 7    | Antigua GFC      | 23   | 16 | 6 | 5 | 5  | 27 | 24 | 3    | Fase final    |
| 8    | Mixco            | 22   | 16 | 6 | 4 | 6  | 15 | 19 | -4   | Fase final    |
| 9    | Achuapa          | 21   | 16 | 5 | 6 | 5  | 15 | 17 | -2   |               |
| 10   | Guastatoya       | 14   | 16 | 2 | 8 | 6  | 15 | 19 | -4   |               |
| 11   | Marquense        | 12   | 16 | 2 | 6 | 8  | 11 | 26 | -15  |               |
| 12   | Zacapa           | 6    | 16 | 0 | 6 | 10 | 5  | 28 | -23  |               |

## Fase de clasificación

### Tabla general
|                                                                        | Equipo         | Puntos | J | G | E | P | GF | GC | DG | Clasificación    |
| ---------------------------------------------------------------------- | -------------- | ------ | - | - | - | - | -- | -- | -- | ---------------- |
| 1                                                                      | Antigua GFC    | 3      | 1 | 1 | 0 | 0 | 3  | 0  | 3  | Cuartos de final |
| 2                                                                      | Comunicaciones | 3      | 1 | 1 | 0 | 0 | 2  | 0  | 2  | Cuartos de final |
| 3                                                                      | Mixco          | 3      | 1 | 1 | 0 | 0 | 1  | 0  | 1  | Cuartos de final |
| 4                                                                      | Xelajú MC      | 3      | 1 | 1 | 0 | 0 | 1  | 0  | 1  | Cuartos de final |
| 5                                                                      | Aurora F.C.    | 3      | 1 | 1 | 0 | 0 | 1  | 0  | 1  | Cuartos de final |
| 6                                                                      | Municipal      | 1      | 1 | 0 | 1 | 0 | 2  | 2  | 0  | Cuartos de final |
| 7                                                                      | Achuapa        | 1      | 1 | 0 | 1 | 0 | 2  | 2  | 0  | Cuartos de final |
| 8                                                                      | Cobán Imperial | 0      | 1 | 0 | 0 | 1 | 0  | 1  | -1 | Cuartos de final |
| 9                                                                      | Guastatoya     | 0      | 1 | 0 | 0 | 1 | 0  | 1  | -1 |                  |
| 10                                                                     | Malacateco     | 0      | 1 | 0 | 0 | 1 | 0  | 1  | -1 |                  |
| 11                                                                     | Mictlán        | 0      | 1 | 0 | 0 | 1 | 0  | 2  | -2 |                  |
| 12                                                                     | Marquense      | 0      | 1 | 0 | 0 | 1 | 0  | 3  | -3 |                  |
| Fuente: Liga Nacional de Fútbol de Guatemala; actualización automática |                |        |   |   |   |   |    |    |    |                  |

### Resultados
| Local \ Visitante | ACH | ANT | COB | COM | GST | MAL | MAR | MIX | MUN | XEL | XIN | ZAC |
| ----------------- | --- | --- | --- | --- | --- | --- | --- | --- | --- | --- | --- | --- |
| Achuapa           | —   | 1–0 |     |     |     | 0–2 | 3–0 | 2–1 | 1–1 | 0–0 | 1–1 | 2–2 |
| Antigua GFC       |     | —   | 0–2 | 2–2 | 1–0 | 3–1 | 4–2 | 3–0 |     |     | 2–2 | 3–0 |
| Cobán Imperial    | 3–1 | 3–3 | —   | 2–3 | 3–0 |     |     |     | 3–0 | 0–0 | 0–0 | 3–1 |
| Comunicaciones    | 1–0 | 1–1 | 4–2 | —   | 3–0 |     |     |     | 1–2 | 0–4 | 1–2 |     |
| Guastatoya        | 1–1 | 1–1 | 2–0 | 1–2 | —   |     |     |     | 1–2 | 1–1 | 5–1 | 0–0 |
| Malacateco        | 0–2 |     | 1–0 | 2–0 | 0–0 | —   | 4–0 | 0–1 | 4–0 | 1–0 |     |     |
| Marquense         | 0–0 |     | 0–1 | 2–1 | 1–1 | 2–2 | —   | 2–0 | 0–0 | 1–2 |     |     |
| Deportivo Mixco   | 0–1 |     | 1–0 | 2–1 | 1–1 | 2–0 | 0–0 | —   | 0–0 | 1–0 |     |     |
| Municipal         | 3–0 | 2–1 |     |     |     | 0–0 | 2–0 | 3–0 | —   | 1–1 | 4–3 | 5–0 |
| Xelajú MC         | 2–0 | 4–1 |     |     |     | 0–0 | 3–1 | 3–2 | 0–0 | —   | 2–0 | 4–0 |
| Xinabajul Huehue  |     | 2–0 | 0–3 | 1–2 | 1–0 | 3–1 | 3–0 | 3–3 |     |     | —   | 2–0 |
| Zacapa            |     | 1–2 | 0–0 | 0–0 | 1–1 | 0–1 | 0–0 | 0–1 |     |     | 0–2 | —   |

## Fechas
| Malacateco       | 0–2 | Achuapa        | Santa Lucía         | 2 de agosto | 20:00 |                  |
| Mixco            | 0–0 | Municipal      | Santo Domingo       | 3 de agosto | 15:00 |                  |
| Comunicaciones   | 1–1 | Antigua G.F.C. | Cementos Progreso   | 3 de agosto | 18:00 | Link=Tigo_Sports |
| Xelajú           | 3–1 | Marquense      | Mario Camposeco     | 3 de agosto | 20:00 | Link=Tigo_Sports |
| Guastatoya       | 0–0 | Zacapa         | David Cordón Hichos | 4 de agosto | 15:00 |                  |
| Xinabajul Huehue | 0–3 | Cobán Imperial | Los Cuchumatanes    | 4 de agosto | 17:00 | Link=Tigo_Sports |

| Marquense      | 2–0 | Mixco            | Marquesa de la Ensenada | 9 de agosto  | 20:00 | Link=Tigo_Sports |
| Cobán Imperial | 2–3 | Comunicaciones   | José Ángel Rossi        | 10 de agosto | 15:00 | Link=Tigo_Sports |
| Antigua G.F.C. | 1–0 | Guastatoya       | Pensativo               | 10 de agosto | 18:00 | Link=Tigo_Sports |
| Zacapa         | 0–2 | Xinabajul Huehue | David Ordóñez Bardales  | 10 de agosto | 20:00 |                  |
| Municipal      | 0–0 | Malacateco       | Manuel Felipe Carrera   | 11 de agosto | 11:00 | Link=Tigo_Sports |
| Achuapa        | 0–0 | Xelajú           | Winston Pineda          | 11 de agosto | 15:00 |                  |

| Mixco            | 0–1  | Achuapa        | Santo Domingo           | 17 de agosto | 15:00 |                  |
| Comunicaciones   | 2–0  | Zacapa         | Cementos Progreso       | 17 de agosto | 18:00 | Link=Tigo_Sports |
| Xelajú           | 0 –0 | Malacateco     | Mario Camposeco         | 17 de agosto | 20:00 | Link=Tigo_Sports |
| Cobán Imperial   | 3–3  | Antigua G.F.C. | José Ángel Rossi        | 18 de agosto | 15:00 | Link=Tigo_Sports |
| Xinabajul Huehue | 1–0  | Guastatoya     | Los Cuchumatanes        | 18 de agosto | 17:00 | Link=Tigo_Sports |
| Marquense        | 0–0  | Municipal      | Marquesa de la Ensenada | 18 de agosto | 15:00 |                  |

| Malacateco       | 0–1 | Mixco          | Marquesa de la Ensenada | 23 de agosto | 20:00 |                  |
| Guastatoya       | 1–2 | Comunicaciones | David Cordón Hichos     | 24 de agosto | 15:00 |                  |
| Xelajú MC        | 0–0 | Municipal      | Mario Camposeco         |              | 20:00 | Link=Tigo_Sports |
| Achuapa          | 3–0 | Marquense      | Winston Pineda          | 25 de agosto | 15:00 |                  |
| Zacapa           | 0–0 | Cobán Imperial | David Ordóñez Bardales  |              | 18:00 |                  |
| Xinabajul Huehue | 2–0 | Antigua GFC    | Los Cuchumatanes        |              | 20:00 | Link=Tigo_Sports |

| Municipal      | 3–0 | Achuapa          | Manuel Felipe Carrera   | 21 de agosto     | 12:30 | Link=Tigo_Sports |
| Cobán Imperial | 3–0 | Guastatoya       | José Ángel Rossi        | 31 de agosto     | 14:00 | Link=Tigo_Sports |
| Marquense      | 2–2 | Malacateco       | Marquesa de la Ensenada | 31 de agosto     | 20:00 |                  |
| Antigua GFC    | 3–0 | Zacapa           | Pensativo               | 1 de septiembre  | 11:00 | Link=Tigo_Sports |
| Comunicaciones | 1–2 | Xinabajul Huehue | Cementos Progreso       | 1 de septiembre  | 19:00 | Link=Tigo_Sports |
| Mixco          | 1–0 | Xelajú MC        | Santo Domingo           | 11 de septiembre | 15:00 |                  |

| Marquense  | 0–1 | Cobán Imperial   | Marquesa de la Ensenada | 6 de septiembre  | 21:00 |                  |
| Xelajú MC  | 2–0 | Xinabajul Huehue | Mario Camposeco         | 7 de septiembre  | 18:00 | Link=Tigo_Sports |
| Malacateco | 0–0 | Guastatoya       | Santa Lucía             | 7 de septiembre  | 20:00 |                  |
| Achuapa    | 2–2 | Zacapa           | Winston Pineda          | 8 de septiembre  | 15:00 |                  |
| Municipal  | 2–1 | Antigua GFC      | Manuel Felipe Carrera   | 18 de septiembre | 12:30 | Link=Tigo_Sports |
| Mixco      | 2–1 | Comunicaciones   | Santo Domingo de Guzmán | 18 de septiembre | 15:00 |                  |

| Comunicaciones   | 1–0 | Achuapa    | Cementos Progreso      | 11 de septiembre | 19:00 | Link=Tigo_Sports |
| Antigua GFC      | 3–1 | Malacateco | Pensativo              | 14 de septiembre | 18:00 | Link=Tigo_Sports |
| Zacapa           | 0–0 | Marquense  | David Ordóñez Bardales | 14 de septiembre | 20:00 |                  |
| Guastatoya       | 1–1 | Xelajú MC  | David Cordón Hichos    | 15 de septiembre | 15:00 |                  |
| Xinabajul Huehue | 3–3 | Mixco      | Los Cuchumatanes       | 15 de septiembre | 17:00 | Link=Tigo_Sports |
| Cobán Imperial   | 3–0 | Municipal  | José Ángel Rossi       | 16 de noviembre  | 15:00 | Link=Tigo_Sports |

| Malacateco | 1–0 | Cobán Imperial   | Santa Lucía             | 20 de septiembre | 20:00 |                  |
| Mixco      | 1–1 | Guastatoya       | Santo Domingo           | 21 de septiembre | 15:00 |                  |
| Xelajú MC  | 4–1 | Antigua GFC      | Mario Camposeco         | 21 de septiembre | 19:00 | Link=Tigo_Sports |
| Marquense  | 2–1 | Comunicaciones   | Marquesa de la Ensenada | 21 de septiembre | 21:00 |                  |
| Municipal  | 5–0 | Zacapa           | Manuel Felipe Carrera   | 22 de septiembre | 11:00 | Link=Tigo_Sports |
| Achuapa    | 1–1 | Xinabajul Huehue | Winston Pineda          | 23 de septiembre | 10:00 |                  |

| Cobán Imperial   | 0–0 | Xelajú MC  | José Ángel Rossi       | 28 de septiembre | 15:00 | Link=Tigo_Sports |
| Zacapa           | 0–1 | Malacateco | David Ordóñez Bardales | 28 de septiembre | 20:00 |                  |
| Guastatoya       | 1–1 | Achuapa    | David Cordón Hichos    | 29 de septiembre | 14:00 |                  |
| Xinabajul Huehue | 3–0 | Marquense  | Los Cuchumatanes       | 29 de septiembre | 15:00 | Link=Tigo_Sports |
| Comunicaciones   | 1–2 | Municipal  | Cementos Progreso      | 29 de septiembre | 18:00 | Link=Tigo_Sports |
| Antigua GFC      | 3–0 | Mixco      | Pensativo              | 9 de noviembre   | 20:00 | Link=Tigo_Sports |

| Municipal  | 4–3 | Xinabajul Huehue | Manuel Felipe Carrera   | 3 de octubre    | 12:30 | Link=Tigo_Sports |
| Xelajú MC  | 4–0 | Zacapa           | Mario Camposeco         | 5 de octubre    | 19:00 | Link=Tigo_Sports |
| Marquense  | 1–1 | Guastatoya       | Marquesa de la Ensenada | 5 de octubre    | 21:00 |                  |
| Mixco      | 1–0 | Cobán Imperial   | Santo Domingo           | 23 de octubre   | 15:00 |                  |
| Achuapa    | 1–0 | Antigua GFC      | Winston Pineda          | 17 de noviembre | 15:00 |                  |
| Malacateco | 2–0 | Comunicaciones   | Santa Lucía             | 6 de noviembre  | 19:00 |                  |

| Cobán Imperial   | 3-1 | Achuapa    | José Ángel Rossi       | 12 de octubre   | 15:00 | Link=Tigo_Sports |
| Antigua GFC      | 4-2 | Marquense  | Pensativo              | 12 de octubre   | 18:00 | Link=Tigo_Sports |
| Xinabajul Huehue | 3-1 | Malacateco | Los Cuchumatanes       | 13 de octubre   | 17:00 | Link=Tigo_Sports |
| Comunicaciones   | 0-4 | Xelajú MC  | Cementos Progreso      | 13 de octubre   | 19:00 | Link=Tigo_Sports |
| Guastatoya       | 1–2 | Municipal  | David Cordón Hichos    | 13 de octubre   | 15:30 |                  |
| Zacapa           | 0–1 | Mixco      | David Ordóñez Bardales | 20 de noviembre | 16:00 |                  |

| Zacapa         | 0-0 | Guastatoya       | David Ordóñez Bardales  | 18 de octubre   | 20:00 |                  |
| Municipal      | 3-0 | Mixco            | Manuel Felipe Carrera   | 19 de octubre   | 15:00 | Link=Tigo_Sports |
| Marquense      | 1-2 | Xelajú MC        | Marquesa de la Ensenada | 19 de octubre   | 20:00 |                  |
| Cobán Imperial | 0-0 | Xinabajul Huehue | José Ángel Rossi        | 20 de octubre   | 11:00 | Link=Tigo_Sports |
| Achuapa        | 0-2 | Malacateco       | Winston Pineda          | 20 de octubre   | 15:00 |                  |
| Antigua GFC    | 2-2 | Comunicaciones   | Pensativo               | 13 de noviembre | 20:00 | Link=Tigo_Sports |

| Mixco            | 0-0 | Marquense      | Santo Domingo       | 26 de octubre   | 15:00 |                  |
| Malacateco       | 4-0 | Municipal      | Santa Lucía         | 26 de octubre   | 19:00 |                  |
| Xelajú MC        | 2-0 | Achuapa        | Mario Camposeco     | 26 de octubre   | 21:00 | Link=Tigo_Sports |
| Xinabajul Huehue | 2-0 | Zacapa         | Los Cuchumatanes    | 27 de octubre   | 17:00 | Link=Tigo_Sports |
| Guastatoya       | 1-1 | Antigua GFC    | David Cordón Hichos | 20 de noviembre | 15:00 |                  |
| Comunicaciones   | 4-2 | Cobán Imperial | Cementos Progreso   | 20 de noviembre | 19:00 | Link=Tigo_Sports |

| Malacateco  | 1-0 | Xelajú MC        | Santa Lucía            | 1 de noviembre  | 19:00 |                  |
| Municipal   | 2-0 | Marquense        | Manuel Felipe Carrera  | 2 de noviembre  | 14:00 | Link=Tigo_Sports |
| Achuapa     | 2-1 | Mixco            | Winston Pineda         | 2 de noviembre  | 15:45 |                  |
| Antigua GFC | 0-2 | Cobán Imperial   | Pensativo              | 2 de noviembre  | 18:00 | Link=Tigo_Sports |
| Zacapa      | 0-0 | Comunicaciones   | David Ordóñez Bardales | 2 de noviembre  | 20:00 |                  |
| Guastatoya  | 5-1 | Xinabajul Huehue | David Cordón Hichos    | 13 de noviembre | 15:00 |                  |

| Mixco          | 2-0 | Malacateco       | Santo Domingo           | 9 de noviembre  | 15:00 |                  |
| Antigua GFC    | 2-2 | Xinabajul Huehue | Pensativo               | 9 de noviembre  | 18:00 | Link=Tigo_Sports |
| Municipal      | 1-1 | Xelajú MC        | Manuel Felipe Carrera   | 10 de noviembre | 11:00 | Link=Tigo_Sports |
| Cobán Imperial | 3-1 | Zacapa           | José Ángel Rossi        | 10 de noviembre | 15:00 | Link=Tigo_Sports |
| Comunicaciones | 3-0 | Guastatoya       | Cementos Progreso       | 10 de noviembre | 18:00 | Link=Tigo_Sports |
| Marquense      | 0-0 | Achuapa          | Marquesa de la Ensenada | 10 de noviembre | 20:00 |                  |

| Xelajú MC        | 3-2 | Mixco          | Mario Camposeco        | 24 de noviembre | 15:00 | Link=Tigo_Sports |
| Achuapa          | 1-1 | Municipal      | Winston Pineda         | 24 de noviembre | 15:00 |                  |
| Malacateco       | 4-0 | Marquense      | Santa Lucía            | 24 de noviembre | 15:00 |                  |
| Xinabajul Huehue | 1-2 | Comunicaciones | Los Cuchumatanes       | 24 de noviembre | 15:00 | Link=Tigo_Sports |
| Zacapa           | 1-2 | Antigua GFC    | David Ordóñez Bardales | 24 de noviembre | 15:00 |                  |
| Guastatoya       | 2-0 | Cobán Imperial | David Cordón Hichos    | 24 de noviembre | 15:00 |                  |

## Estadísticas individuales
| N. | Jugador              | Goles | Minutos | MPG | Equipo         |
| -- | -------------------- | ----- | ------- | --- | -------------- |
|    | Erick Lemus          | 9     | 791     |     | Comunicaciones |
| 2  | Óscar Villa          | 9     | 971     |     | Xelajú MC      |
| 3  | José Carlos Martínez | 7     | 755     |     | Municipal      |
| 4  | Nicolás Martinez     | 7     | 1397    |     | Mixco          |
| 5  | Santiago Gómez       | 6     | 809     |     | Antigua GFC    |

| N. | Jugador          | Juegos | Goles | Promedio | Equipo      |
| -- | ---------------- | ------ | ----- | -------- | ----------- |
|    | José Calderón    | 14     | 6     | 0.43     | Xelajú MC   |
| 2  | Ederson Quiñónez | 15.30  | 16    | 1.05     | Achuapa     |
| 3  | Adrián de Lemos  | 13.76  | 15    | 1.09     | Guastatoya  |
| 4  | Kevin Moscoso    | 16     | 19    | 1.19     | Mixco       |
| 5  | Luis Morán       | 12     | 16    | 1.33     | Antigua GFC |

## Fase final

### Cuadro
|  | Cuartos de final 27 y 28 de noviembre (ida) 30 de noviembre y 1 de diciembre (vuelta) | Cuartos de final 27 y 28 de noviembre (ida) 30 de noviembre y 1 de diciembre (vuelta) | Cuartos de final 27 y 28 de noviembre (ida) 30 de noviembre y 1 de diciembre (vuelta) | Cuartos de final 27 y 28 de noviembre (ida) 30 de noviembre y 1 de diciembre (vuelta) | Cuartos de final 27 y 28 de noviembre (ida) 30 de noviembre y 1 de diciembre (vuelta) |   |       | Semifinales 4 y 5 de diciembre (ida) 7 y 8 de diciembre (vuelta) | Semifinales 4 y 5 de diciembre (ida) 7 y 8 de diciembre (vuelta) | Semifinales 4 y 5 de diciembre (ida) 7 y 8 de diciembre (vuelta) | Semifinales 4 y 5 de diciembre (ida) 7 y 8 de diciembre (vuelta) | Semifinales 4 y 5 de diciembre (ida) 7 y 8 de diciembre (vuelta) |  |   | Finales 14 de diciembre (ida) 21 de diciembre (vuelta) | Finales 14 de diciembre (ida) 21 de diciembre (vuelta) | Finales 14 de diciembre (ida) 21 de diciembre (vuelta) | Finales 14 de diciembre (ida) 21 de diciembre (vuelta) | Finales 14 de diciembre (ida) 21 de diciembre (vuelta) |  |
|  |                                                                                       |                                                                                       |                                                                                       |                                                                                       |                                                                                       |   |       |                                                                  |                                                                  |                                                                  |                                                                  |                                                                  |  |   |                                                        |                                                        |                                                        |                                                        |                                                        |  |
|  |                                                                                       |                                                                                       |                                                                                       |                                                                                       |                                                                                       |   |       |                                                                  |                                                                  |                                                                  |                                                                  |                                                                  |  |   |                                                        |                                                        |                                                        |                                                        |                                                        |  |
|  | 1                                                                                     | Xelajú MC                                                                             | 0                                                                                     | 1                                                                                     | 1                                                                                     |   |       |                                                                  |                                                                  |                                                                  |                                                                  |                                                                  |  |   |                                                        |                                                        |                                                        |                                                        |                                                        |  |
|  | 1                                                                                     | Xelajú MC                                                                             | 0                                                                                     | 1                                                                                     | 1                                                                                     |   |       |                                                                  |                                                                  |                                                                  |                                                                  |                                                                  |  |   |                                                        |                                                        |                                                        |                                                        |                                                        |  |
|  | 8                                                                                     | Mixco                                                                                 | 0                                                                                     | 0                                                                                     | 0                                                                                     |   |       |                                                                  |                                                                  |                                                                  |                                                                  |                                                                  |  |   |                                                        |                                                        |                                                        |                                                        |                                                        |  |
|  | 8                                                                                     | Mixco                                                                                 | 0                                                                                     | 0                                                                                     | 0                                                                                     |   | 1     | Xelajú MC                                                        | 1                                                                | 1                                                                | 2                                                                |                                                                  |  |   |                                                        |                                                        |                                                        |                                                        |                                                        |  |
|  |                                                                                       |                                                                                       |                                                                                       |                                                                                       |                                                                                       |   | 1     | Xelajú MC                                                        | 1                                                                | 1                                                                | 2                                                                |                                                                  |  |   |                                                        |                                                        |                                                        |                                                        |                                                        |  |
|  |                                                                                       |                                                                                       | 7                                                                                     | Antigua GFC                                                                           | 1                                                                                     | 0 | 1     |                                                                  |                                                                  |                                                                  |                                                                  |                                                                  |  |   |                                                        |                                                        |                                                        |                                                        |                                                        |  |
|  | 2                                                                                     | Municipal                                                                             | 7                                                                                     | Antigua GFC                                                                           | 1                                                                                     | 0 | 1     | 0                                                                | 2                                                                | 2 (1)                                                            |                                                                  |                                                                  |  |   |                                                        |                                                        |                                                        |                                                        |                                                        |  |
|  | 2                                                                                     | Municipal                                                                             |                                                                                       |                                                                                       |                                                                                       |   |       |                                                                  |                                                                  | 2 (1)                                                            |                                                                  |                                                                  |  |   |                                                        |                                                        |                                                        |                                                        |                                                        |  |
|  | 7                                                                                     | Antigua GFC                                                                           | 0                                                                                     | 2                                                                                     | 2 (4)                                                                                 |   |       |                                                                  |                                                                  |                                                                  |                                                                  |                                                                  |  |   |                                                        |                                                        |                                                        |                                                        |                                                        |  |
|  | 7                                                                                     | Antigua GFC                                                                           | 0                                                                                     | 2                                                                                     | 2 (4)                                                                                 |   |       |                                                                  |                                                                  |                                                                  |                                                                  |                                                                  |  | 1 | Xelajú MC                                              | 0                                                      | 3                                                      | 3                                                      |                                                        |  |
|  |                                                                                       |                                                                                       |                                                                                       |                                                                                       |                                                                                       |   |       |                                                                  |                                                                  |                                                                  |                                                                  |                                                                  |  | 1 | Xelajú MC                                              | 0                                                      | 3                                                      | 3                                                      |                                                        |  |
|  |                                                                                       |                                                                                       | 3                                                                                     | Cobán Imperial                                                                        | 2                                                                                     | 0 | 2     |                                                                  |                                                                  |                                                                  |                                                                  |                                                                  |  |   |                                                        |                                                        |                                                        |                                                        |                                                        |  |
|  | 3                                                                                     | Cobán Imperial                                                                        | 3                                                                                     | Cobán Imperial                                                                        | 2                                                                                     | 0 | 2     | 0                                                                | 2                                                                | 2 (5)                                                            |                                                                  |                                                                  |  |   |                                                        |                                                        |                                                        |                                                        |                                                        |  |
|  | 3                                                                                     | Cobán Imperial                                                                        |                                                                                       |                                                                                       |                                                                                       |   |       |                                                                  |                                                                  | 2 (5)                                                            |                                                                  |                                                                  |  |   |                                                        |                                                        |                                                        |                                                        |                                                        |  |
|  | 6                                                                                     | Comunicaciones                                                                        | 1                                                                                     | 1                                                                                     | 2 (3)                                                                                 |   |       |                                                                  |                                                                  |                                                                  |                                                                  |                                                                  |  |   |                                                        |                                                        |                                                        |                                                        |                                                        |  |
|  | 6                                                                                     | Comunicaciones                                                                        | 1                                                                                     | 1                                                                                     | 2 (3)                                                                                 |   | 3     | Cobán Imperial                                                   | 0                                                                | 1                                                                | 1 (5)                                                            |                                                                  |  |   |                                                        |                                                        |                                                        |                                                        |                                                        |  |
|  |                                                                                       |                                                                                       |                                                                                       |                                                                                       |                                                                                       |   | 3     | Cobán Imperial                                                   | 0                                                                | 1                                                                | 1 (5)                                                            |                                                                  |  |   |                                                        |                                                        |                                                        |                                                        |                                                        |  |
|  |                                                                                       |                                                                                       | 5                                                                                     | Xinabajul Huehue                                                                      | 0                                                                                     | 1 | 1 (4) |                                                                  |                                                                  |                                                                  |                                                                  |                                                                  |  |   |                                                        |                                                        |                                                        |                                                        |                                                        |  |
|  | 4                                                                                     | Malacateco                                                                            | 5                                                                                     | Xinabajul Huehue                                                                      | 0                                                                                     | 1 | 1 (4) | 0                                                                | 0                                                                | 0                                                                |                                                                  |                                                                  |  |   |                                                        |                                                        |                                                        |                                                        |                                                        |  |
|  | 4                                                                                     | Malacateco                                                                            |                                                                                       |                                                                                       |                                                                                       |   |       |                                                                  |                                                                  | 0                                                                |                                                                  |                                                                  |  |   |                                                        |                                                        |                                                        |                                                        |                                                        |  |
|  | 5                                                                                     | Xinabajul Huehue                                                                      | 2                                                                                     | 0                                                                                     | 2                                                                                     |   |       |                                                                  |                                                                  |                                                                  |                                                                  |                                                                  |  |   |                                                        |                                                        |                                                        |                                                        |                                                        |  |
|  | 5                                                                                     | Xinabajul Huehue                                                                      | 2                                                                                     | 0                                                                                     | 2                                                                                     |   |       |                                                                  |                                                                  |                                                                  |                                                                  |                                                                  |  |   |                                                        |                                                        |                                                        |                                                        |                                                        |  |
|  |                                                                                       |                                                                                       |                                                                                       |                                                                                       |                                                                                       |   |       |                                                                  |                                                                  |                                                                  |                                                                  |                                                                  |  |   |                                                        |                                                        |                                                        |                                                        |                                                        |  |

### Cuartos de final

#### Xelajú MC - Mixco
| 28 de noviembre de 2024 | Mixco | 0-0     | Xelajú MC | Estadio Santo Domingo de Guzmán, Mixco |  |
| 15:00 (UTC-6)           |       | Reporte |           |                                        |  |

| 1 de diciembre de 2024 | Xelajú MC       | 1-0 (Global 1-0) | Mixco | Estadio Mario Camposeco, Quetzaltenango |                           |
| 19:00 (UTC-6)          | Óscar Villa 86' | Reporte          |       | Árbitro(s): Mario Escobar               | Árbitro(s): Mario Escobar |

#### Cobán Imperial - Comunicaciones
| 27 de noviembre de 2024 | Comunicaciones             | 1-0     | Cobán Imperial | Estadio Cementos Progreso, Ciudad de Guatemala |  |
| 18:00 (UTC-6)           | Facundo Queiróz 47' (a.g.) | Reporte |                |                                                |  |

| 30 de noviembre de 2024 | Cobán Imperial                                                               | 2-1 (0-0 t. s.)(Global 2-2) | Comunicaciones                                              | Estadio José Ángel Rossi, Cobán |                              |
| 15:00 (UTC-6)           | Juan Winter 10' · Janderson Pereira 19'                                      | Reporte                     | Erick Lemus 39'                                             | Árbitro(s): Wildomar Ramírez    | Árbitro(s): Wildomar Ramírez |
|                         |                                                                              | Tiros desde el punto penal  |                                                             |                                 |                              |
|                         | Minor Álvarez · Janderson Pereira · Lucas Campana · Byron Leal · Bryan Lemus |                             | José Contreras · Lynner García · Karel Espino · Diego Casas |                                 |                              |

#### Municipal - Antigua GFC
| 28 de noviembre de 2024 | Antigua GFC | 0-0     | Municipal | Estadio Pensativo, Antigua Guatemala |  |
| 20:00 (UTC-6)           |             | Reporte |           |                                      |  |

| 1 de diciembre de 2024 | Municipal                                     | 2-2                        | Antigua GFC                                                      | Estadio Manuel Felipe Carrera, Ciudad de Guatemala |                         |
| 14:00 (UTC-6)          | Rudy Muñoz 28' · César Calderón 44'           | Reporte                    | Dewinder Bradley 69' · Alexander Robinson 73'                    | Árbitro(s): Bryan López                            | Árbitro(s): Bryan López |
|                        |                                               | Tiros desde el punto penal |                                                                  |                                                    |                         |
|                        | José Martínez · Darwin Torres · Renato Sequén |                            | José Gálvez · José Ardón · Cristian Hernández · Romario Da Silva |                                                    |                         |

#### Malacateco - Xinabajul Huehue
| 27 de noviembre de 2024 | Xinabajul Huehue                      | 2-0     | Malacateco | Estadio Los Cuchumatanes, Huehuetenango |  |
| 20:30 (UTC-6)           | Abel Guzmán 41' · Yorman Baltazar 64' | Reporte |            |                                         |  |

| 30 de noviembre de 2024 | Malacateco | 0-0 (Global 2-0) | Xinabajul Huehue | Estadio Santa Lucía, Huehuetenango |                          |
| 19:00 (UTC-6)           |            | Reporte          |                  | Árbitro(s): Sergio Reyna           | Árbitro(s): Sergio Reyna |

### Semifinales

#### Xelajú MC - Antigua GFC
| 5 de diciembre de 2024 | Antigua GFC        | 1-1     | Xelajú MC      | Estadio Pensativo, Antigua Guatemala |                         |
| 20:00 (UTC-6)          | Robinson Flores 7' | Reporte | Pedro Báez 32' | Árbitro(s): Bryan López              | Árbitro(s): Bryan López |

| 8 de diciembre de 2024 | Xelajú MC             | 1-0 (Global 2-1) | Antigua GFC | Estadio Mario Camposeco, Quetzaltenango |                          |
| 19:00 (UTC-6)          | Denilson Ochaeta 115' | Reporte          |             | Árbitro(s): Walter López                | Árbitro(s): Walter López |

#### Cobán Imperial - Xinabajul Huehue
| 4 de diciembre de 2024 | Xinabajul Huehue | 0-0     | Cobán Imperial | Estadio Los Cuchumatanes, Huehuetenango |                               |
| 20:00 (UTC-6)          |                  | Reporte |                | Árbitro(s): Cristhofer Corado           | Árbitro(s): Cristhofer Corado |

| 7 de diciembre de 2024 | Cobán Imperial                                                                 | 1-1 (Global 1-1)           | Xinabajul Huehue                                                                  | Estadio José Ángel Rossi, Cobán |                           |
| 14:00 (UTC-6)          | Lucas Campana 90'                                                              | Reporte                    | Esnaydi Zúñiga 56'                                                                | Árbitro(s): Mario Escobar       | Árbitro(s): Mario Escobar |
|                        |                                                                                | Tiros desde el punto penal |                                                                                   |                                 |                           |
|                        | Minor Álvarez · Janderson Pereira · Lucas Campana · Luis De León · Bryan Lemus |                            | Marvin Ceballos · Julio Rodríguez · Fernando Gómez · Wilder Trigueros · Andy Ruiz |                                 |                           |

### Finales

#### Xelajú MC - Cobán Imperial
| 14 de diciembre de 2024 | Cobán Imperial      | 2-0     | Xelajú MC | Estadio José Ángel Rossi, Cobán |                          |
| 15:00 (UTC-6)           | Óscar Mejía 83' 86' | Reporte |           | Árbitro(s): Walter López        | Árbitro(s): Walter López |

| 21 de diciembre de 2024 | Xelajú MC                                                    | 3-0     | Cobán Imperial | Estadio Mario Camposeco, Quetzaltenango |                           |
| 19:00 (UTC-6)           | Óscar Villa 64' · Kevin Ruiz García 90' · Hárim Quezada 106' | Reporte |                | Árbitro(s): Mario Escobar               | Árbitro(s): Mario Escobar |

| Campeón                                                           |
| Xelajú MC                                                         |
| 7.° Título Clasificado a la Copa Centroamericana de Concacaf 2025 |